# سنط أبريكا
سنط أبريكا أو متعرشة لبدية(الاسم العلمي: Acacia aprica)، هي شجيرة تنتمي إلى جنس السنط. موطنها الأصلي منطقة ویتبلت في غرب أستراليا.